# Gaj (Rawa)
Pour les articles homonymes, voir Gaj.
Gaj est une localité polonaise de la gmina et du powiat de Rawa Mazowiecka en voïvodie de Łódź.